# Cayres
Cayres là một xã thuộc tỉnh Haute-Loire nam trung bộ nước Pháp. Xã Cayres nằm ở khu vực có độ cao trung bình 1180 mét trên mực nước biển.